# Стародавні берінгійці

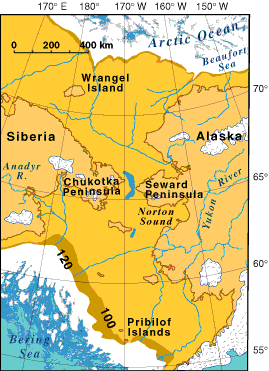
Мапа Берингії під час останньої льодовикової доби

Стародавні берінгійці (англ. Ancient Beringian) — назва, дана археогенетичному роду, заснованому на геномах, виділених з останків двох немовлят, що жили приблизно 11 500 років тому. Останки були знайдені на археологічному майданчику ріки Вранішнього Сонця  в долині Танана на Алясці. У зразків USR1 та USR2 віком 11,5 тис. р. н. визначено мітохондріальні гаплогрупи С1b і В2 відповідно.
Археогенетичні дослідження показали, що рід «стародавніх берінгійців», до якого належали останки цих немовлят, відокремився від предків усіх американських індіанців (англ. Ancestral Native American) приблизно 20-18 тис. років тому. Предкова популяція всіх американських індіанців була сформована між 25 і 20 тисячами років тому, відокремившись від східно-азіатських народів Сибіру близько 36 тис. років тому (англ. Ancient North Eurasian), що узгоджується з моделлю заселення Америки через Берингію протягом максимуму останнього заледеніння. Дослідження також підтверджують, що предкове населення Берингії (англ. Ancestral Native American) до 17,5 тис. років тому було ізольовано на Алясці Лаврентійським і береговим льодовиковими щитами, оскільки базальна гілка предків північних американських індіанців та гілки предків решти індіанських народів, що заселили Північну і Південну Америки, розійшлися між 17,5 і 14,6 тис. років тому, і це сталося на південь від льодовикових щитів Північної Америки.
Згідно з результатами досліджень 2018, давні берингійці пізніше були асимільовані під час зворотної міграції північних корінних американців (англ. North Native American) на Аляску. Сучасні атабаски виникли 2500 років тому внаслідок змішання північних корінних американців з палеосибірським (раннім палеоескімоським) родом.